# Giampaolo Pazzini
Giampaolo Pazzini (pronunție în italiană [dʒamˈpaolo patˈtsini]; n. 2 august 1984 în Pescia), poreclit Il Pazzo, este un fotbalist italian care evoluează în Serie B la clubul Hellas Verona și la echipa națională de fotbal a Italiei.

## Goluri internaționale

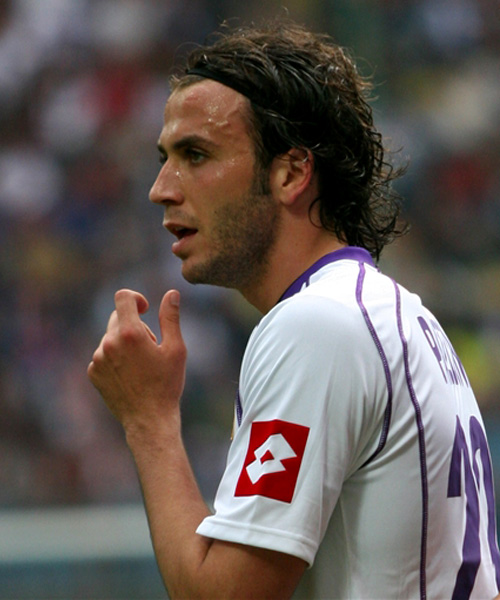
Pazzini la Fiorentina

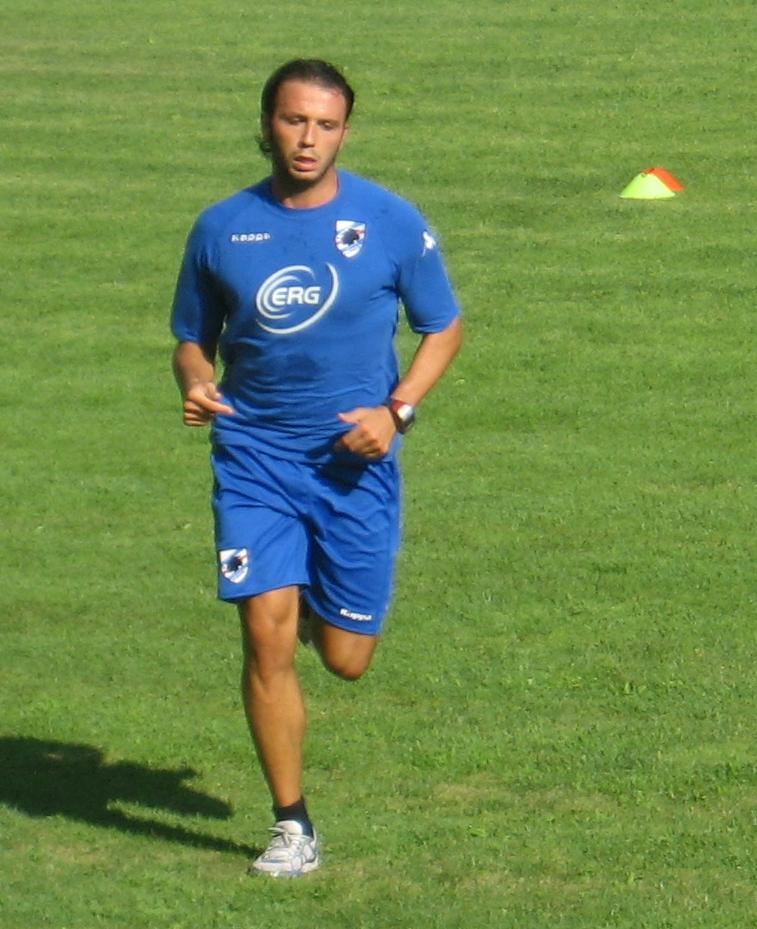
Pazzini la Sampdoria

La 11 noiembrie 2011.
| #  | Data              | Stadion                                    | Oponent    | Scor | Rezultat | Competiția                                             |
| -- | ----------------- | ------------------------------------------ | ---------- | ---- | -------- | ------------------------------------------------------ |
| 1. | 28 martie 2009    | Stadion Pod Goricom, Podgorica, Muntenegru | Muntenegru | 2-0  | 2–2      | Calificările pentru Campionatul Mondial de Fotbal 2010 |
| 2. | 3 iunie 2011      | Stadio Alberto Braglia, Modena, Italia     | Estonia    | 3–0  | 3–0      | Preliminariile Campionatului European de Fotbal 2012   |
| 3. | 6 septembrie 2011 | Stadio Artemio Franchi, Florența, Italia   | Slovenia   | 1–0  | 1–0      | Preliminariile Campionatului European de Fotbal 2012   |
| 4. | 11 noiembrie 2011 | Stadion Miejski, Wrocław, Polonia          | Polonia    | 0–2  | 0–2      | Meci amical                                            |

## Palmares

### Club
Inter Milan
- Coppa Italia: 2010–11

### Echipa națională
Italy U-19
- UEFA European Under-19 Football Championship: 2003

## Statistici carieră

### Club
La 26 februarie 2014
| Club          | Sezon         | Campionat | Campionat | Cupă    | Cupă   | Europa  | Europa | Total   | Total  |
| Club          | Sezon         | Meciuri   | Goluri    | Meciuri | Goluri | Meciuri | Goluri | Meciuri | Goluri |
| ------------- | ------------- | --------- | --------- | ------- | ------ | ------- | ------ | ------- | ------ |
| Atalanta      |               |           |           |         |        |         |        |         |        |
| 2003–04       | 39            | 9         | 1         | 0       | –      | –       | 40     | 9       |        |
| 2004–05       | 12            | 3         | 4         | 3       | –      | –       | 16     | 6       |        |
| Total         | 51            | 12        | 5         | 3       | –      | –       | 56     | 15      |        |
| Fiorentina    |               |           |           |         |        |         |        |         |        |
| 2004–05       | 14            | 3         | 1         | 0       | –      | –       | 15     | 3       |        |
| 2005–06       | 27            | 5         | 5         | 3       | –      | –       | 32     | 8       |        |
| 2006–07       | 24            | 7         | 2         | 2       | –      | –       | 26     | 9       |        |
| 2007–08       | 31            | 9         | 4         | 3       | 12     | 0       | 47     | 12      |        |
| 2008–09       | 12            | 1         | 0         | 0       | 2      | 0       | 14     | 1       |        |
| Total         | 108           | 25        | 12        | 8       | 14     | 0       | 134    | 33      |        |
| Sampdoria     |               |           |           |         |        |         |        |         |        |
| 2008–09       | 19            | 11        | 4         | 4       | –      | –       | 23     | 15      |        |
| 2009–10       | 37            | 19        | 2         | 2       | –      | –       | 39     | 21      |        |
| 2010–11       | 19            | 6         | 1         | 1       | 5      | 5       | 25     | 12      |        |
| Total         | 75            | 36        | 7         | 7       | 5      | 5       | 87     | 48      |        |
| Inter Milano  |               |           |           |         |        |         |        |         |        |
| 2010–11       | 17            | 11        | 3         | 0       | 0      | 0       | 20     | 11      |        |
| 2011–12       | 33            | 5         | 1         | 0       | 6      | 3       | 40     | 8       |        |
| Total         | 50            | 16        | 4         | 0       | 6      | 3       | 60     | 19      |        |
| Milan         |               |           |           |         |        |         |        |         |        |
| 2012–13       | 30            | 15        | 2         | 1       | 5      | 0       | 37     | 16      |        |
| 2013–14       | 3             | 1         | 1         | 1       | 0      | 0       | 4      | 2       |        |
| Total         | 33            | 16        | 2         | 2       | 5      | 0       | 40     | 18      |        |
| Total carieră | Total carieră | 317       | 105       | 30      | 20     | 30      | 8      | 377     | 133    |